# David B. Hill
David Bennett Hill foi um político e advogado americano, que atuou como senador, governador e vice-governador pelo estado de Nova Iorque.